# راي لي هنت
راي لي هنت (بالإنجليزية: Ray Lee Hunt)‏ هو شخصية أعمال أمريكي، ولد في 1943.

## وصلات خارجية
- راي لي هنت على موقع إن إن دي بي (الإنجليزية)